# South Texas Medical Center
Il South Texas Medical Center, abbreviato in STMC, è un centro di ricerca medica e scuola di Medicina situato a San Antonio, in Texas.
Questo centro, che provvede alla sanità di ben 38 contee, è composto da 45 edifici, numerosi ambulatori medici indipendenti, dentisti, tre scuole, dodici ospedali e cinque istituti specializzati.
Costituisce il maggiore centro sanitario del Texas meridionale, con 4,42 milioni di pazienti nel 2006.

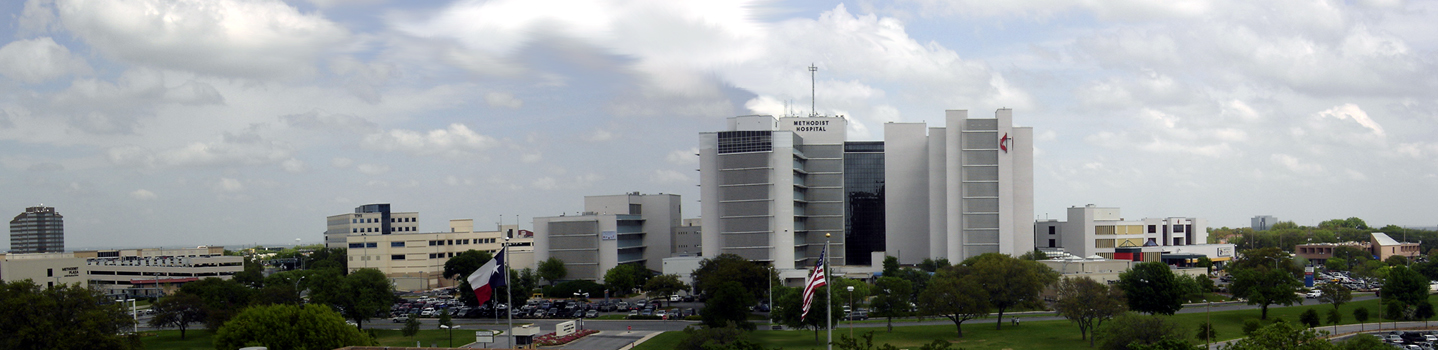
Vista panoramica del complesso.